# Asiana Airlines
Pour les articles homonymes, voir AAR.

Siège social d'Asiana Airlines à Séoul

Asiana Airlines (en coréen : Asiana Hanggong, en hangeul 아시아나 항공) (Code AITA : OZ ; code OACI : AAR) est une compagnie aérienne sud-coréenne. Elle est la deuxième compagnie aérienne de Corée du Sud après Korean Air. Elle assure des vols intérieurs et internationaux sur quatre continents depuis ses hubs de l'aéroport international d'Incheon et l'aéroport international de Gimpo. Elle est considérée comme la deuxième meilleure compagnie aérienne du monde par Skytrax en 2012. Elle est classée 5 étoiles Skytrax. Elle est membre de Star Alliance.

## Histoire

### Années 1980 à 1990

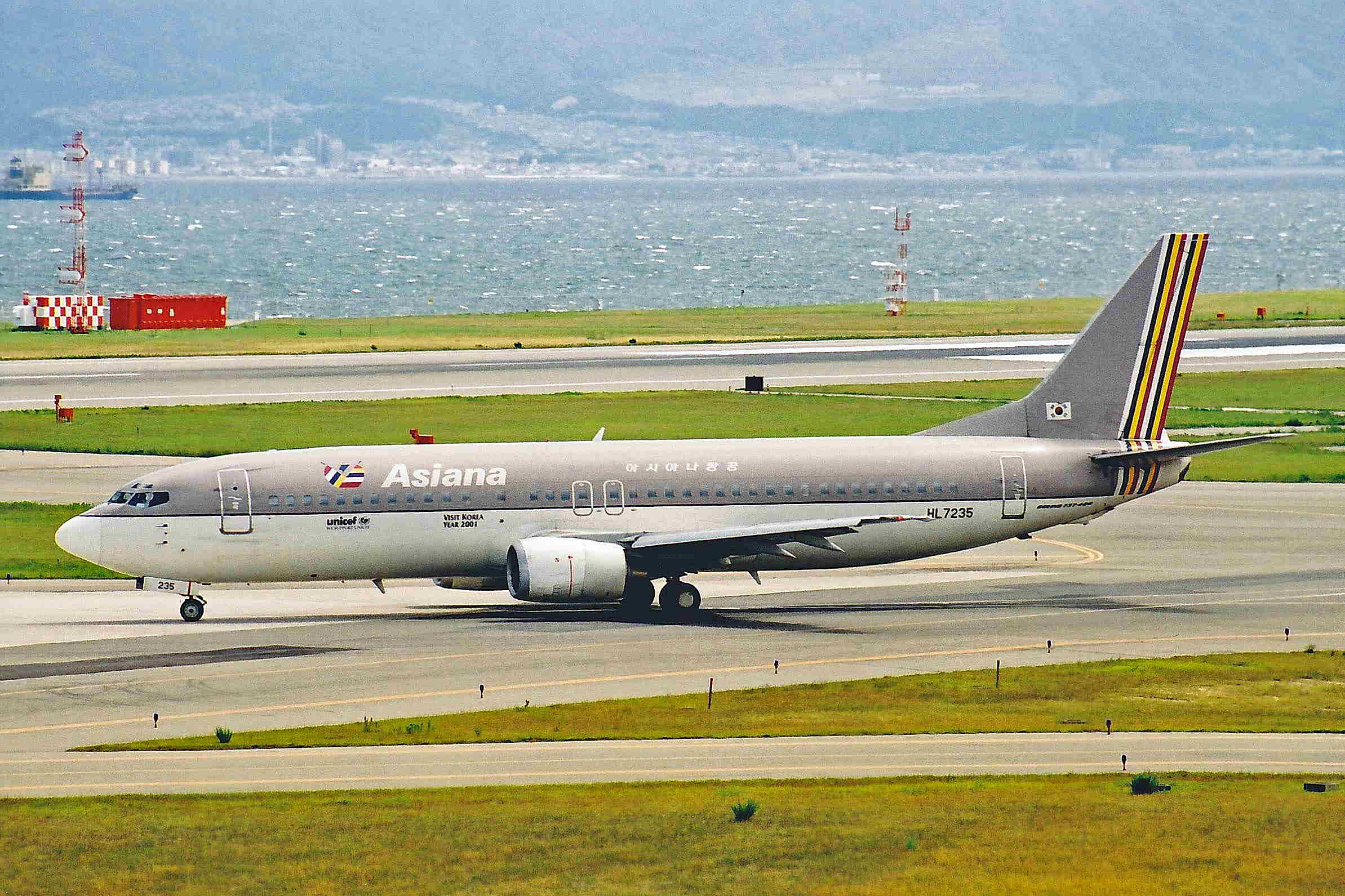
Un ancien Boeing 737-400 d'Asiana en 2001

Née le 17 février 1988, Asiana se présente comme la rivale majeure de Korean Air. Elle reçoit son premier Boeing 737-400, le 10 décembre 1988. Le 23 décembre 1988, elle effectue ses premiers vols intérieurs Séoul-Pusan et Séoul-Gwangju.
Le 10 janvier 1989, elle ajoute la route aérienne Séoul-Jeju. Elle effectue son premier vol charter Séoul-Sendai, le 23 décembre 1989.

### Années 1990 à 2000
Le 10 janvier 1990, Asiana effectue son premier vol commercial régulier Séoul-Tokyo. Asiana effectue son premier vol est-asiatique, Séoul-Hong Kong, le 17 décembre 1990. 
Elle commence sa route aérienne Séoul-Bangkok-Singapour le 14 janvier 1991. Le 15 novembre 1991, Asiana effectue son premier vol aux États-Unis, Séoul-Los Angeles. 
Le 9 décembre 1992, elle effectue son premier vol Séoul-San Francisco et le 10 décembre 1992, Séoul-New York. En novembre 1993, elle passe la barre des vingt millions de passagers transportés depuis sa création. 
Le 23 juin 1994, Asiana inaugure sa première route aérienne russe, Séoul-Khabarovsk. Le 22 décembre 1994, elle effectue ses premiers vols vers la Chine, Séoul-Pékin et Séoul-Shanghai.
Asiana inaugure sa route aérienne Séoul-Sydney le 7 décembre 1995.
Le 29 mai 1997, elle inaugure sa route aérienne Séoul-Francfort. 

### Années 2000 à 2010
Elle reçoit son 54e avion dans sa flotte, un Airbus A321 immatriculé HL7594, le 18 novembre 2000. 
Le 29 mars 2001, inauguration de l'aéroport international d'Incheon, hub principal international d'Asiana.
Elle devient membre de l'AITA, le 2 mai 2002.
Le 1er mars 2003, elle devient membre de Star Alliance.
Asiana reçoit son premier Airbus A330 le 23 décembre 2004. 
La route aérienne Séoul-Siem Reap est inaugurée le 1er avril 2005. Le 31 juillet 2005, elle inaugure son vol Séoul-Chicago. 
Asiana change de livrée sur ses avions en octobre 2006 : d'un fuselage taupe, la compagnie passe à un fuselage blanc avec la dérive multicolore. 
En juillet 2008 Asiana passe commande de 12 A350-900, 10 A350-1000 et 8 A350-800

### Années 2010 à aujourd'hui
En 2010, elle est nommée meilleure compagnie aérienne de l'année du monde par Skytrax.
En novembre 2020, Korean Air annonce l'acquisition d'Asiana Airlines pour 1,4 milliard de dollars, comprenant également l'acquisition de ses filiales Air Seoul et de Air Busan, dans un contexte marqué par la chute du trafic aérien lié à la CoViD-19. En 2024, dans le cadre du rachat d'Asiana Airlines par Korean Air, comme condition des autorités de régulations, Air Incheon annonce l'acquisition des activités cargos d'Asiana Airlines pour l'équivalent de 342 millions de dollars.

## Flotte

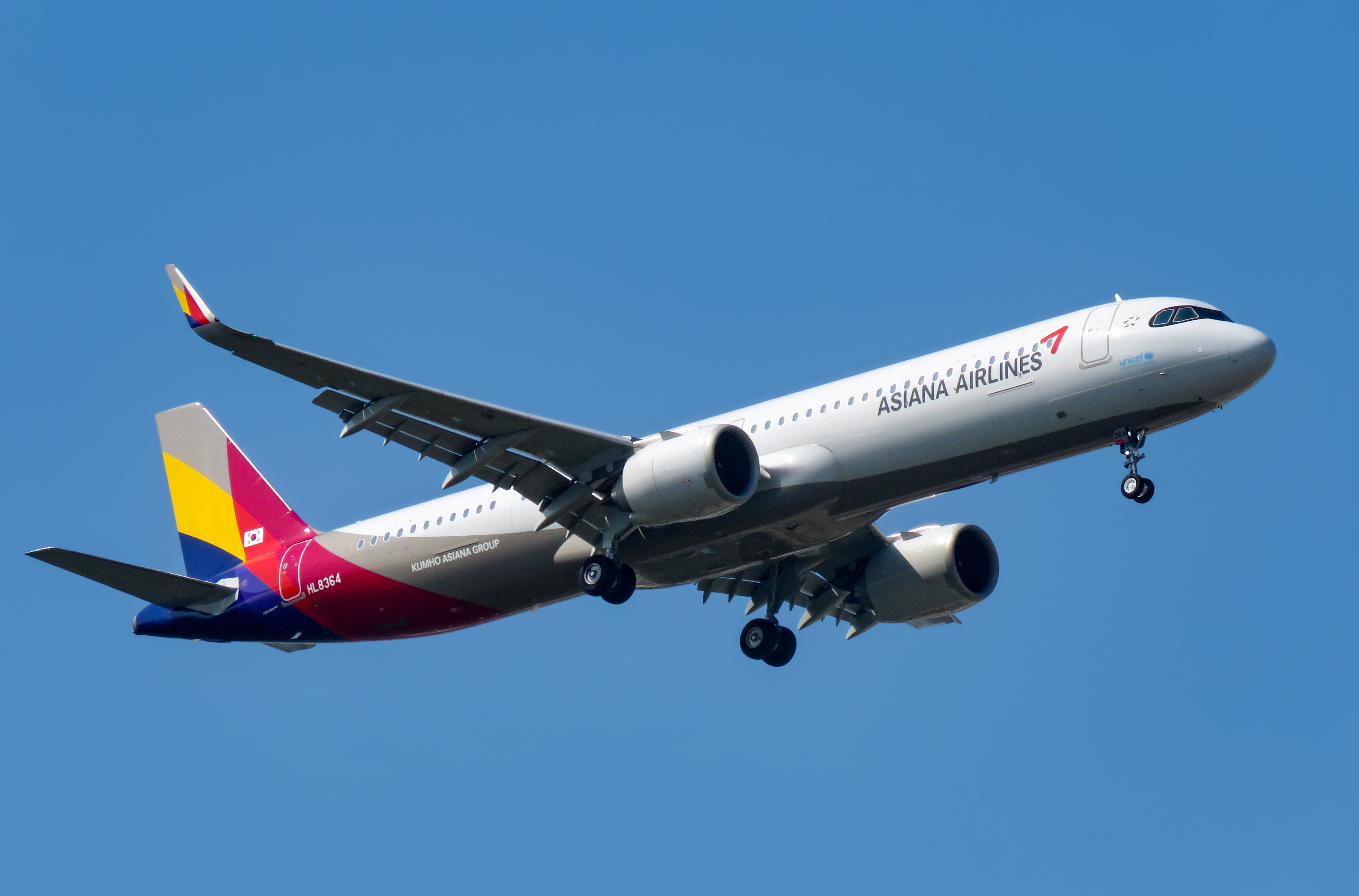
Airbus A321neo d'Asiana AIrlines

En février 2025, les appareils suivants sont en service au sein de la flotte d'Asiana Airlines,

## Partenariats
Partage de codes
Outre ses partenaires Star Alliance, Asiana Airlines a des accords de partage de codes avec les compagnies aériennes suivantes:
| - Air Canada* - Air China* - Air New Zealand* - All Nippon Airways* | - China Eastern Airlines - China Southern Airlines - EgyptAir* - LOT Polish Airlines* | - Qantas - Qatar Airways - Shanghai Airlines - Shenzhen Airlines | - Singapore Airlines* - South African Airways* - Thai Airways International* - Turkish Airlines* - United Airlines* |

* membres de Star Alliance

## Accidents
La compagnie a subi trois accidents majeurs depuis sa création :
- Le 26 juillet 1993, un Boeing 737-500 opérant le vol Asiana Airlines 733 s'écrase dans une montagne du Sud-Ouest de la Corée, faisant 68 morts et 44 blessés.
- Le 28 juillet 2011, le vol 991 effectué par un Boeing 747 cargo s'abîme en mer près de l'île de Jeju, tuant 2 membres d'équipage.
- Le 6 juillet 2013, un appareil Boeing 777-200 assurant le vol Asiana Airlines 214 et effectuant une liaison entre Shanghai et San Francisco via Séoul rate son atterrissage à l'aéroport de San Francisco[14], probablement à cause d'une vitesse d'approche insuffisante et une approche trop basse selon les premières analyses[15]. L'avion perd sa dérive et l'ensemble de sa queue en heurtant violemment la digue qui sépare la piste d'un plan d'eau, puis poursuit sur le tarmac après avoir perdu un moteur et son train d'atterrissage. Les passagers sont évacués par les toboggans alors qu'un incendie commence à  se propager à l'intérieur de la cabine sans explosion des réservoirs. Le bilan provisoire indique 3 morts, 10 blessés graves et 172 blessés légers. Selon la compagnie, l'incendie serait la suite du tailstrike subi par l'appareil lors de l'atterrissage[16].

- Le 14 avril 2015, un Airbus A320 assurant le vol Séoul à destination de Hiroshima rate son atterrissage provoquant de légères blessures à 18 passagers[17].

## Galerie

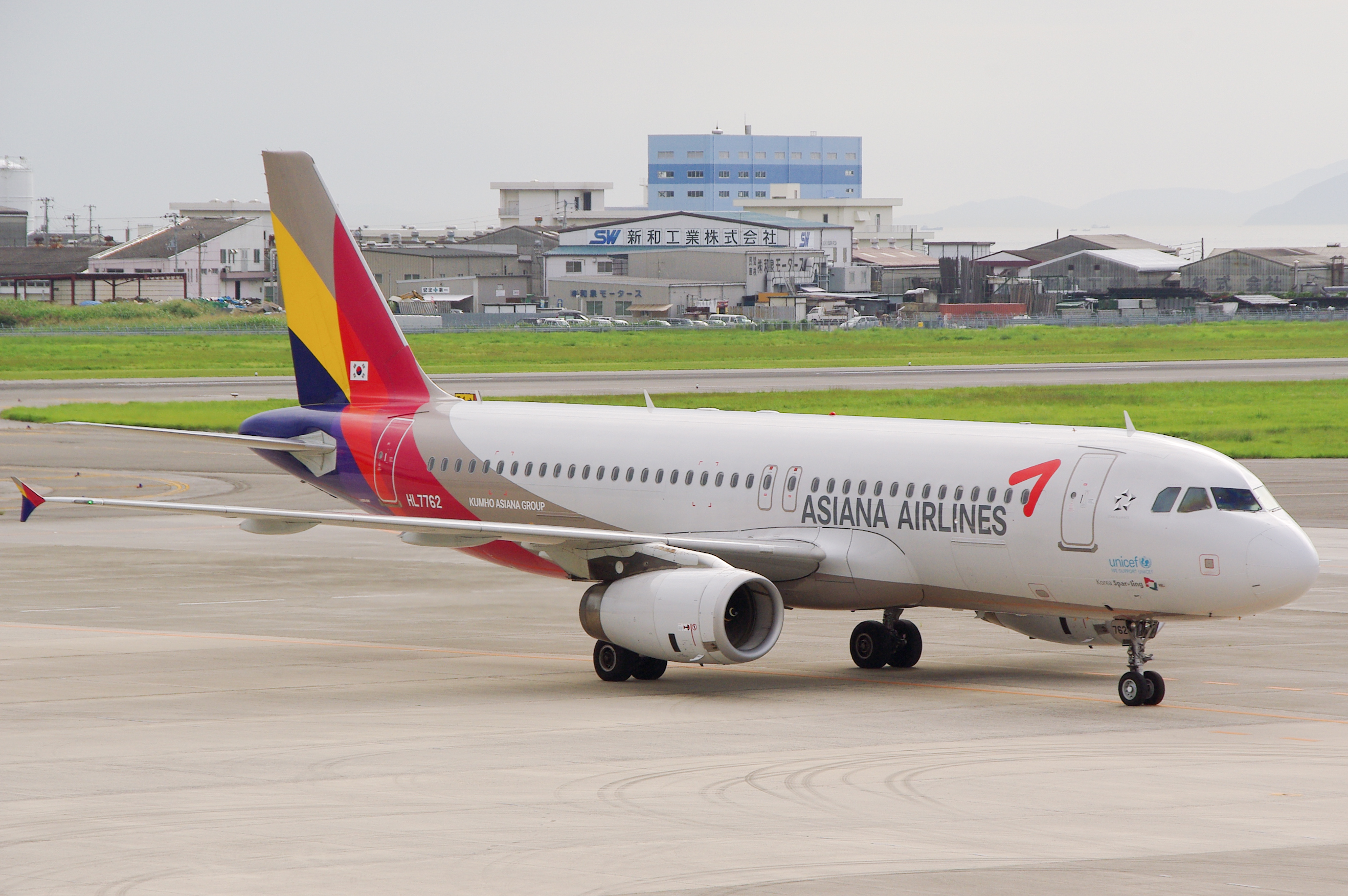
Airbus A320-200
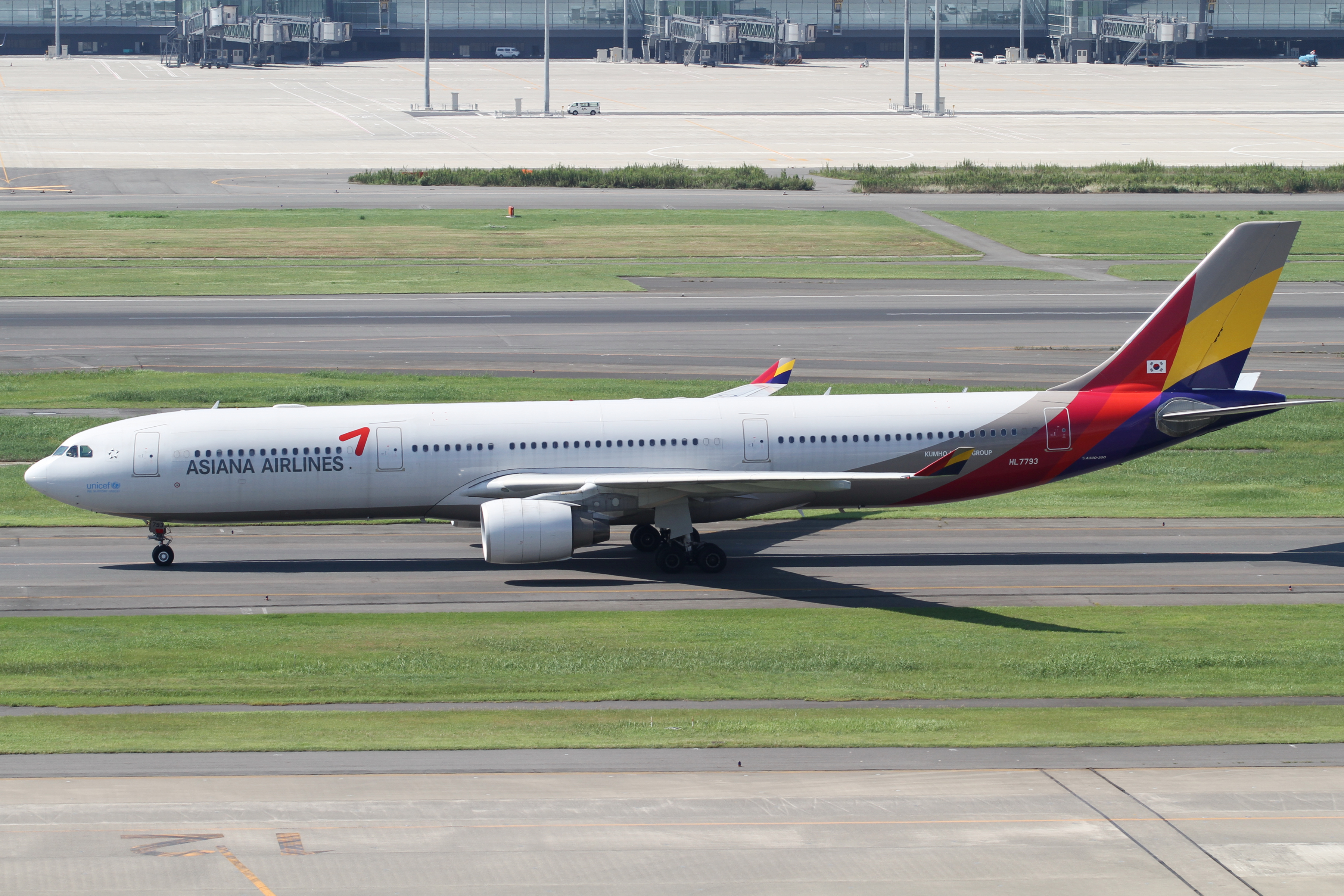
Airbus A330-300
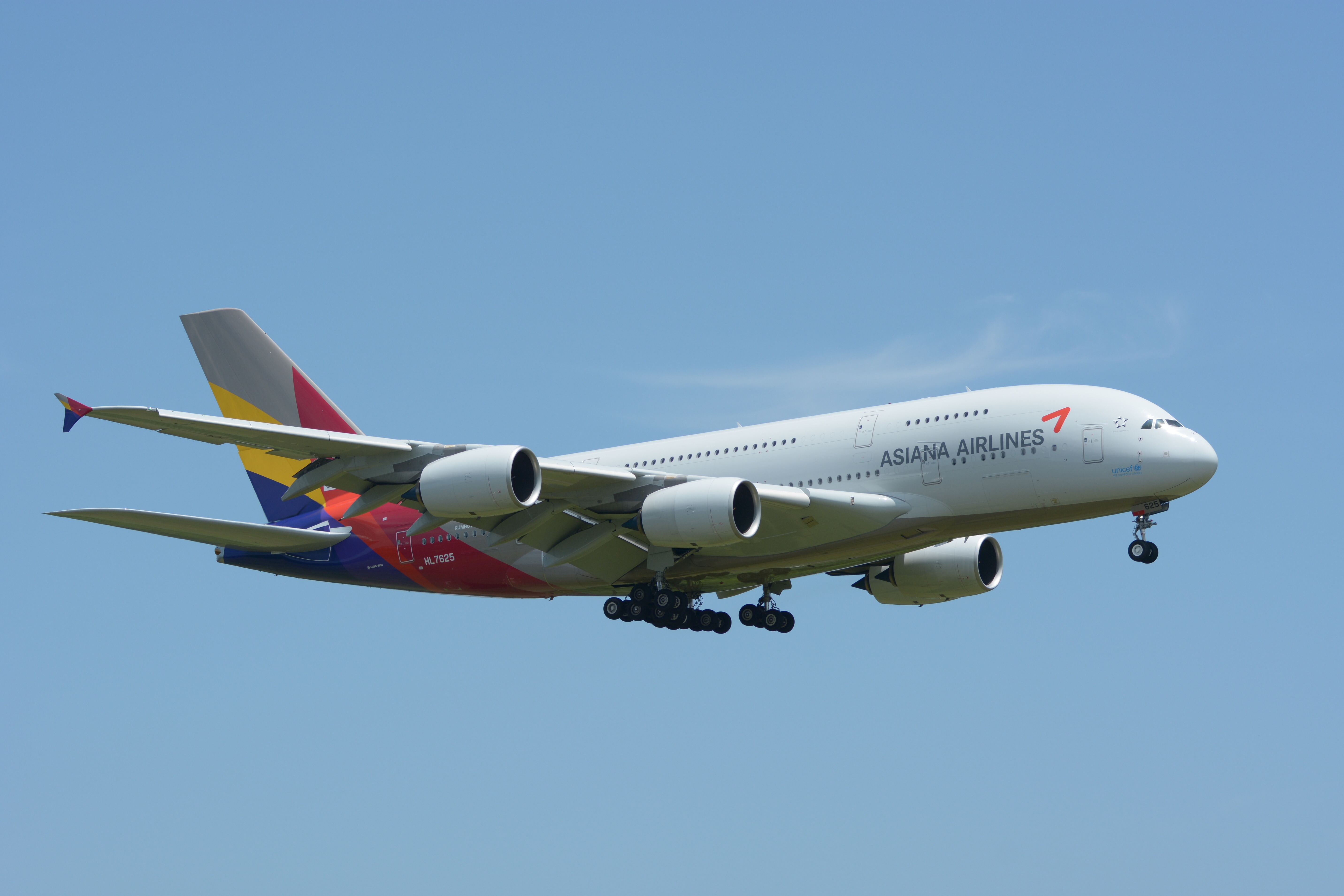
Airbus A380-800
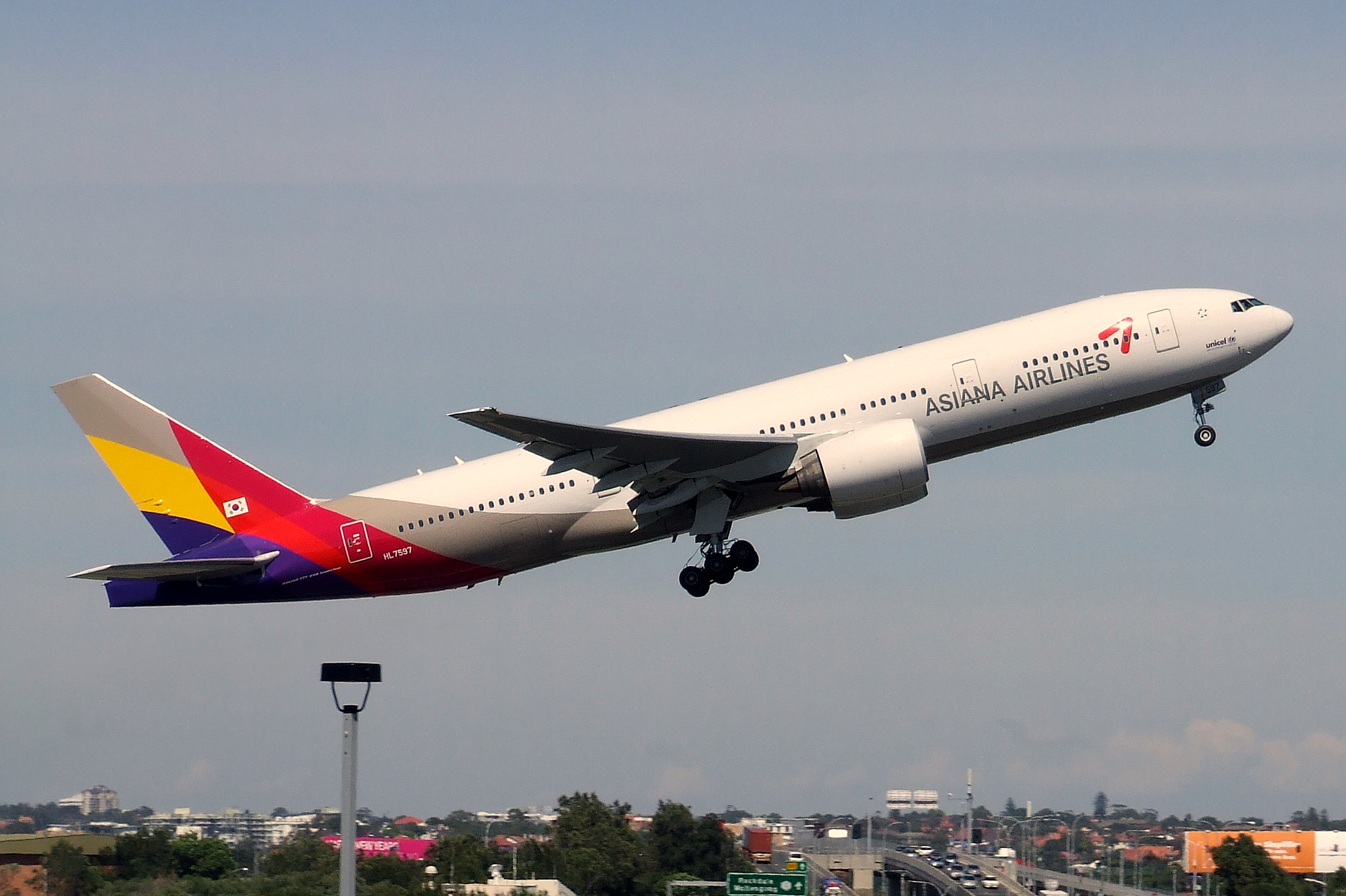
Boeing 777-200ER
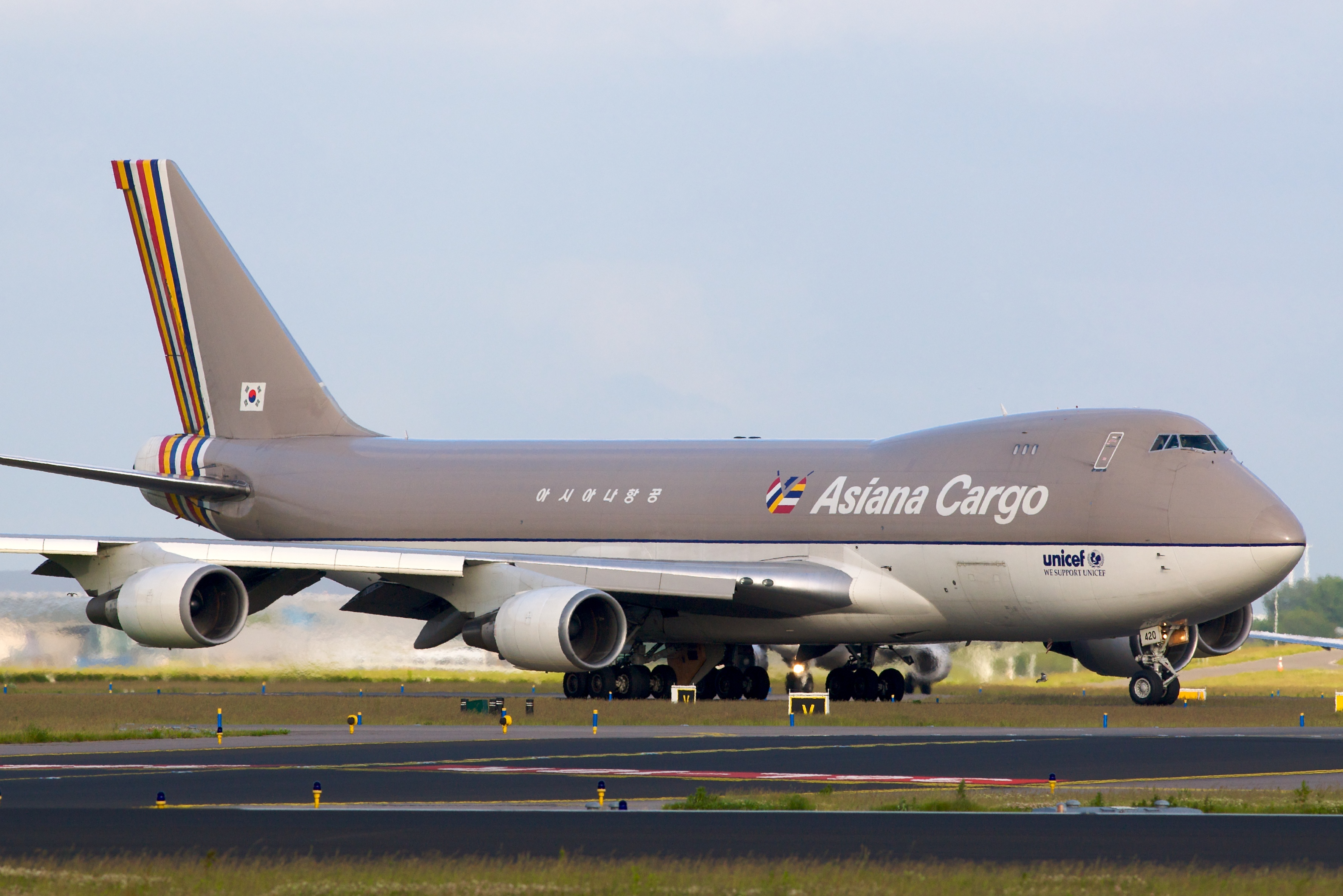
Boeing 747-400F avec ancienne livrée